# 紐約州第二國會選區
紐約州第二國會選區（英語：New York's 2nd congressional district）是美国纽约州的一個國會選區，選區範圍為位於長島中部的蘇福克郡西部及納蘇郡部分地區。根據美國2000年人口普查，該選區有654,360名居民，其中白人佔78.4%，非裔佔10.4%，亞裔佔3.0%，拉丁裔佔13.9%，美國原住民佔0.2%，1.4%為其他。
自2021年起，本區眾議員為共和黨的安德魯·加巴里諾。